# Алгабас (Коксуский район)
Алгабас (каз. Алғабас) — село в Коксуском районе Жетысуской области Казахстана. Административный центр Алгабасского сельского округа. Находится на реке Биже. Код КАТО — 194835100.

## Население
В 1999 году население села составляло 1489 человек (760 мужчин и 729 женщин). По данным переписи 2009 года, в селе проживало 1380 человек (696 мужчин и 684 женщины).

## Ссылка
Село Алгабас 2023 год.